# Rix (Jura)
Rix település Franciaországban, Jura megyében. Lakosainak száma 77 fő (2022. január 1.). Rix Nozeroy, Billecul, La Favière, Fraroz, La Latette és Longcochon községekkel határos.

## Népesség
A település népessége az elmúlt években az alábbi módon változott:
| Lakosok száma | 88   | 79   | 84   | 69   | 80   | 73   | 78   | 82   | 84   | 77   |
|               | 1968 | 1982 | 1990 | 2006 | 2013 | 2015 | 2017 | 2019 | 2020 | 2022 |